# Río Arabopó
Le río Arabopó est une rivière du Venezuela qui coule dans le Sud-Est du pays. Elle prend sa source aux pieds du mont Roraima, alimentée par les nombreuses cascades qui dégringolent de ses falaises orientales. Elle se dirige vers le sud puis après quelques kilomètres se jette dans le río Kukenan, sous-affluent de l'Orénoque via le Caroní.